# Gare de Saint-Laurent - Fouras
Gare de Saint-Laurent - Fouras – przystanek kolejowy w Saint-Laurent-de-la-Prée, w departamencie Charente-Maritime, w regionie Nowa Akwitania, we Francji.
Jest przystankiem kolejowym Société nationale des chemins de fer français (SNCF), obsługiwanym przez pociągi TER Poitou-Charentes.

## Położenie
Znajduje się 5 m n.p.m., na 200,271 km linii Nantes – Saintes.

## Historia
Przystanek został otwarty 29 grudnia 1873 przez Compagnie des Charentes wraz z 29 km linią z La Rochelle do Rochefort.